# Play Hard
Singles de David Guetta
Just One Last Time
(2012) Right Now
(2013)
Singles par Ne-Yo
Forever Now
(2012) Tonight
(2013)
Singles par Akon
Like Money
(2012)
Play Hard est une chanson du DJ français David Guetta interprétée par les chanteurs américain Ne-Yo et Akon. La chanson extraite de l'album réédition Nothing but the Beat 2.0 est sortie le 15 mars 2013. Play Hard est écrite par David Guetta, Aliaune Thiam, Shaffer Smith, Giorgio Tuinfort et Fred Rister. La mélodie reprend une bonne partie de Better Off Alone d'Alice Deejay, tube de 1998.

## Clip vidéo
David Guetta a confirmé la sortie d'un vidéoclip sur son compte Vevo le 22 avril 2013.
La vidéo est sujette à controverses due à son côté "stéréotype" de la population mexicaine.
En décembre 2020, le clip vidéo atteint le milliard de visionnages sur YouTube.

## Liste des pistes
| 1. | Play Hard (featuring Ne-Yo et Akon) | 3:21 |

## Crédits et personnels
- Chanteurs – Ne-Yo, Akon
- Producteurs – David Guetta, Giorgio Tuinfort, Fred Rister
- Parolier – David Guetta, Aliaune Thiam, Shaffer Smith, Giorgio Tuinfort, Fred Rister
- Label – EMI, Virgin Records

## Classement hebdomadaire
| Classement (2012-2013)                  | Meilleure position |
| --------------------------------------- | ------------------ |
| Allemagne (Media Control AG)            | 8                  |
| Australie (ARIA)                        | 16                 |
| Autriche (Ö3 Austria Top 40)            | 10                 |
| Belgique (Flandre Ultratop 50 Singles)  | 7                  |
| Belgique (Wallonie Ultratop 50 Singles) | 5                  |
| Canada (Hot 100)                        | 34                 |
| Corée du Sud (GAON)                     | 5                  |
| Danemark (Tracklisten)                  | 12                 |
| Écosse (OCC)                            | 5                  |
| États-Unis (Dance Club Songs)           | 4                  |
| Finlande (Suomen virallinen lista)      | 14                 |
| France (SNEP)                           | 7                  |
| France (Club 40)                        | 1                  |
| Hongrie (Dance Top 40)                  | 4                  |
| Hongrie (Single Top 40)                 | 1                  |
| Irlande (IRMA)                          | 8                  |
| Islande (Tónlist)                       | 7                  |
| Italie (FIMI)                           | 5                  |
| Nouvelle-Zélande (RMNZ)                 | 11                 |
| Pologne (Dance Top 50)                  | 5                  |
| Tchéquie (IFPI Rádio)                   | 9                  |
| Slovaquie (IFPI Rádio)                  | 5                  |
| Espagne (PROMUSICAE)                    | 8                  |
| Suède (Sverigetopplistan)               | 26                 |
| Suisse (Schweizer Hitparade)            | 3                  |
| Royaume-Uni (UK Dance Chart)            | 3                  |
| Royaume-Uni (UK Singles Chart)          | 6                  |

### Certifications
| Pays             | Organisme | Certification | Vente   |
| ---------------- | --------- | ------------- | ------- |
| Australie        | ARIA      | Platine       | 70 000  |
| Belgique         | BEA       | Platine       | 15 000  |
| Danemark         | IFPI      | Platine       | 30 000  |
| France           | SNEP      | Or            | 100 000 |
| Italie           | FIMI      | 2 × Platine   | 60 000  |
| Nouvelle-Zélande | RIANZ     | Or            | 7 500   |

|}